# Hulusi
Lo hulusi (tradizionale: 葫蘆絲; semplificato: 葫芦丝; pinyin: húlúsī) è un aerofono ad ancia libera originario della Cina. Si tiene verticalmente ed è composto da tre canne di bambù inserite in una zucca, che ha l'uso di somiere per l'aria; la canna centrale ha genericamente sei buchi e le altre due fungono da bordoni. In alcuni hulusi, una delle due canne ha spesso una semplice funzione ornamentale. La canna di bordone ha un buco che può essere occluso per bloccarne l'effetto. Alcune configurazioni alternative della foratura - nell'ambito dell'estensione o delle tonalità, mediante chiavi - rendono lo hulusi capace di avvicinarsi alle sonorità di un clarinetto o di un oboe.
Lo hulusi è originario della provincia cinese dello Yunnan e appartiene alla tradizione del popolo Dai. Oggi è suonato un po' in tutta la Cina ed esistono alcune città, come Tianjin, che raggiungono l'eccellenza nella manifattura di questo strumento. È costruito secondo lo stesso principio strutturale dello hulusheng, un organo a bocca con somiere di zucca. Un altro strumento con un suono simile nella tradizione musicale cinese è il bawu.

## Etimologia
Il nome deriva dalla commistione delle parole cinesi hulu (zucca) e si (seta, in riferimento alla morbidezza del suo suono). In lingua Dai viene chiamato bilangdao.